# 美術史学会
美術史学会（びじゅつしがっかい）は、日本の学術団体。
1949年に設立された、美術史を専門とする研究者の学会。機関誌『美術史』を年二回刊行している。代表者は、代表委員。

## 歴代代表
- 1950年　蓮實重康（京都大学）
- 1951年　熊谷宣夫
- 1962年　米沢嘉圃（東京大学東洋文化研究所）
- 1966年　吉川逸治（東京大学）
- 1969年　新規矩男（東京芸術大学）
- 1975年　鈴木敬（東京大学）
- 1979年　前川誠郎（東京大学）
- 1987年　辻惟雄（東京大学）
- 1991年　高階秀爾（東京大学）
- 1995年　関口正之（東京国立博物館）
- 1999年　有賀祥隆（東北大学）
- 2000年  小川裕充（東京大学東洋文化研究所）[1]
- 2004年　河野元昭（東京大学）
- 2007年　浅井和春（青山学院大学）
- 2009年　小佐野重利（東京大学）
- 2013年　鈴木廣之（東京学芸大学）
- 2016年　遠山公一（慶應義塾大学）